# 格拉策特科格爾山
47°44′48″N 15°36′38″E / 47.746780°N 15.610648°E
格拉策特科格爾山（德語：Glatzeter Kogel），是奧地利的山峰，位於該國東部，處於下奧地利州和施泰爾馬克州接壤的邊界，屬於米爾茨施泰格阿爾卑斯山脈的一部分，海拔高度1,594米，最高點海拔高度1,594米。